# Balon Kysibelka

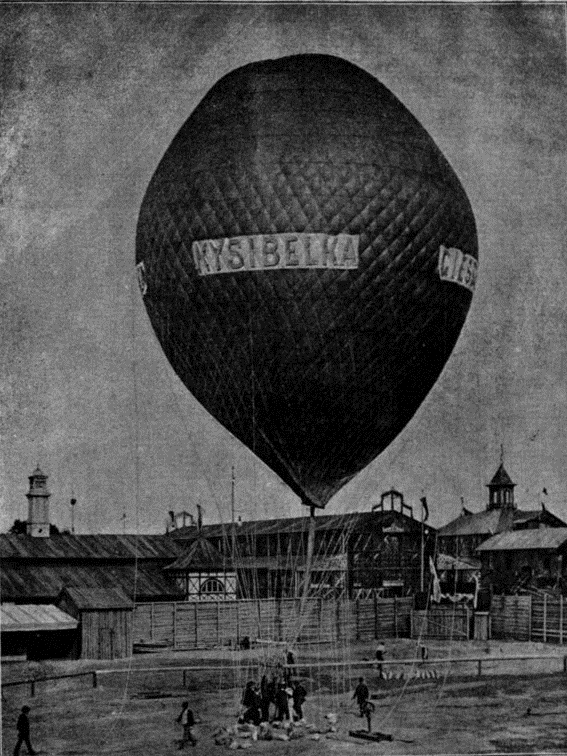
Upoutaný balon Kysibelka v Balonové aréně Jubilejní výstavy v Praze, 1891

Kysibelka (něm. Giesshübl) byl upoutaný balon, předváděný v rámci Jubilejní výstavy 1891 v Praze. Proslavil se především svým prvním a jediným volným letem, který skončil ztroskotáním.

## Popis, technická data
Jednalo se tzv. upoutaný balon (v dobové terminologii: ballon captif), původně neurčený k volnému letu, jehož náplní byl svítiplyn. Balon upoutaný lanem se zemí, vždy na málo minut (cca 10) vystoupal do výše několika stovek metrů v koši se zřízencem a jedním, dvěma placenými pasažéry.
Maximální objem balonu byl 2400 m³ svítiplynu. Výška balonu se pohybovala v rozmezí 18 a 22 metrů. Průměr mezi 16,5 a 18 metry. Velikost závisela na množství v balonu napuštěného plynu. Sešit byl z jedné vrstvy kalika o velikosti 1000 m². Dosahovaná výška letu byla 300 metrů, což byla maximální délka lana, na němž byl balon upoután.
Tvar balonu byl nepravidelný. Pražané jej proto posměšně pojmenovali hruška, obrovský pytlík na tabák, nebo křížala. V polovině své výšky nesl český a německý reklamní nápis: Kysibelka / Giesshübler.

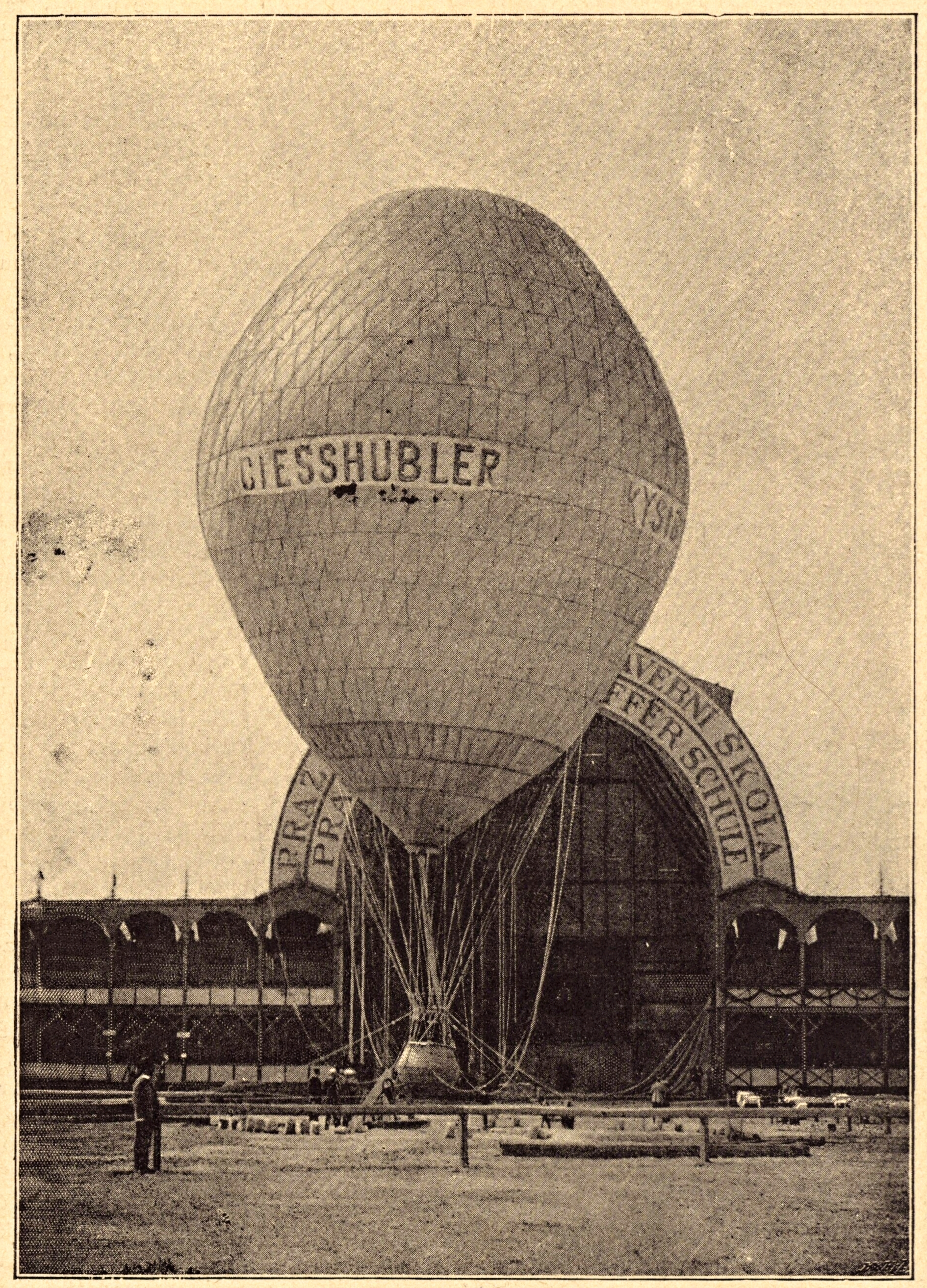
Balon Kysibelka v Balonové aréně před hangárem s dvojjazyčným nápisem Pražská vzduchoplavecká škola. Balon fotografován ze strany s německým jménem

## Zrod balonu
U zrodu balonu stál v prvních měsících roku 1891 obchodník a podnikatel Samuel Hoffmann (1858–?). S ředitelstvím Jubilejní výstavy uzavřel smlouvu na provozování placených letů balonem, s možností výběru vstupného do tzv. Balonové arény, kterou nechal na své náklady postavit ve vzdálenější části areálu Jubilejní výstavy. Dominantou se stal dřevěný vysoký hangár, kam byl balon při nepříznivém počasí umístěn v jeho celé výšce, bez nutnosti vypouštění plynu. Součástí Balonové arény, oplocené vysokým plotem, byly tribuny pro diváky, prostor pro balon a jeho technické zázemí a můstek pro organizátory letů.
Samuel Hoffmann pro svůj záměr do Prahy z Berlína pozval vzduchoplavce Maxmiliána (Maxe) Wolffa, se kterým se, coby člen vzduchoplaveckého klubu, setkal poprvé v Kolíně nad Rýnem. Hoffmann s Wolffem v Praze založili Pražskou vzduchoplaveckou školu / Prager Luftschiffahrt-Gesellschaft (její dvojjazyčné jméno zdobilo průčelí hangáru Balonové arény) v níž Wolff měl na starosti výrobu balonu a letové ukázky s ním. Hoffmann financování a organizaci Balonové arény a financování výroby balonu, která vyšla na 4630 zlatých, kdy například plátno (kaliko) stálo 200 zl., koš 165 zl., síť a provazy 1350 zl. a plnění plynem 350 zl. Náklady na výrobu balonu S. Hoffmann kompenzoval smlouvou na reklamu s Heinrichem Mattonim (1830–1910) ve výši 4000 zl., díky čemuž balon získal své jméno.
V prvních dnech května 1891 byla stavba Balonové arény téměř hotova. Dokončovaly se tribuny a prostranství pro obecenstvo. Balon byl zcela hotov a 18. května z poloviny naplněn plynem.

## Úřední schválení provozu balonu
Předtím, než Pražská vzduchoplavecká škola mohla realizovat lety balonem pro veřejnost, musel být balon a jeho technické zázemí úředně schváleno k provozu. Prvně se úřední komise sešla 20. května 1891 ve složení: okresní smíchovský hejtman Bedřich Pietrzikowski (1852–?), vrchní policejní komisař Gustav Janota-Forster (1850–1911), stavitel Florian Urban (1822–1902), místodržitelský inženýr Vilém Weingärtner (1854–1927), profesor Ivan Puluj (1845–1918), profesor František Stark von Rungberg (1840–1917), průkopník vzduchoplavby v rakousko-uherské armádě Karl Sandtner a inženýr František Křižík. Přítomni byli zástupci organizátorů. Samuel Hoffmann a Max Wolff za Pražskou vzduchoplaveckou školu. Jaroslav Gröger (1849–1935) zastupoval ředitelství Jubilejní výstavy. Součástí schvalovacího procesu měla být i letová ukázka balonu. K té však nedošlo. Max Wolff komisi důvody jejího neuskutečnění vysvětloval chladnou povětrností a malým tlakem, jímž se balon plnil plynem. Komise proto zkoušku balonu přeložila na 22. květen, kdy však foukal silný vítr a let balonu musel být opět přeložen. Až na třetí pokus, 23. května, počasí dovolilo balon vypustit do výše a komise dala souhlas s jeho provozem pro veřejnost a to i navzdory nesouhlasu některých členů komise.

## Letové ukázky balonu pro veřejnost
Balonová aréna a letové ukázky započaly svůj provoz 25. května, kdy balon Kysibelka poprvé vzlétl do výše nad Jubilejní výstavu. Při tomto, i při každém dalším z letů balonu řídil kapitán Max Wolff veškeré činnosti z vyvýšeného dřevěného můstku na okraji Balonové arény a k jednotlivým úkonům dával povel zvukem trubky. Dva kormidelníci Eduard Brück a Alphons Bosawe a jejich pomocníci konali práce přímo spojené se vzletem a přistáním balonu, jako uvolňování zátěže přidržující balon na zemi, odvíjení a navíjení lana, na němž byl balon přivázán. Jeden z kormidelníků byl pokaždé při plavbě vzduchem členem posádky.
Tím, komu se dostalo cti stát se prvním pasažérem balonu Kysibelka, byl místodržitel v Čechách, František kníže Thun-Hohenstein (1847–1916). Spolu s ním do koše nastoupil průkopník vzduchoplavby v rakousko-uherské armádě Karl Sandtner a kormidelník Eduard Brück. Po ukončené plavbě vzduchem se o právě prožitém zážitku místodržitel vyjádřil velmi lichotivě, což vyvážilo nesouhlasný názor některých členů úřední komise.
Pokud počasí dovolilo, vzlétal za velkého zájmu diváků balon Kysibelka každý den několikrát. Příkladem může být 31. květen, kdy se poprvé do vzduchu vnesl v jedenáct hodin dopoledne a vzlety M. Wolff ukončil po čtvrté hodině odpolední, kdy začal foukat silný vítr. Za tu dobu balon uskutečnil sedmnáct vzletů.
Rekordním byl pro balon let 11. června. Posádka kormidelník Eduard Brück a redaktor deníku Národní politika vystoupali do výše 360 metrů, když dosavadní lety končily mezi 150 a 250 metry nad zemí.

## Zkáza balonu

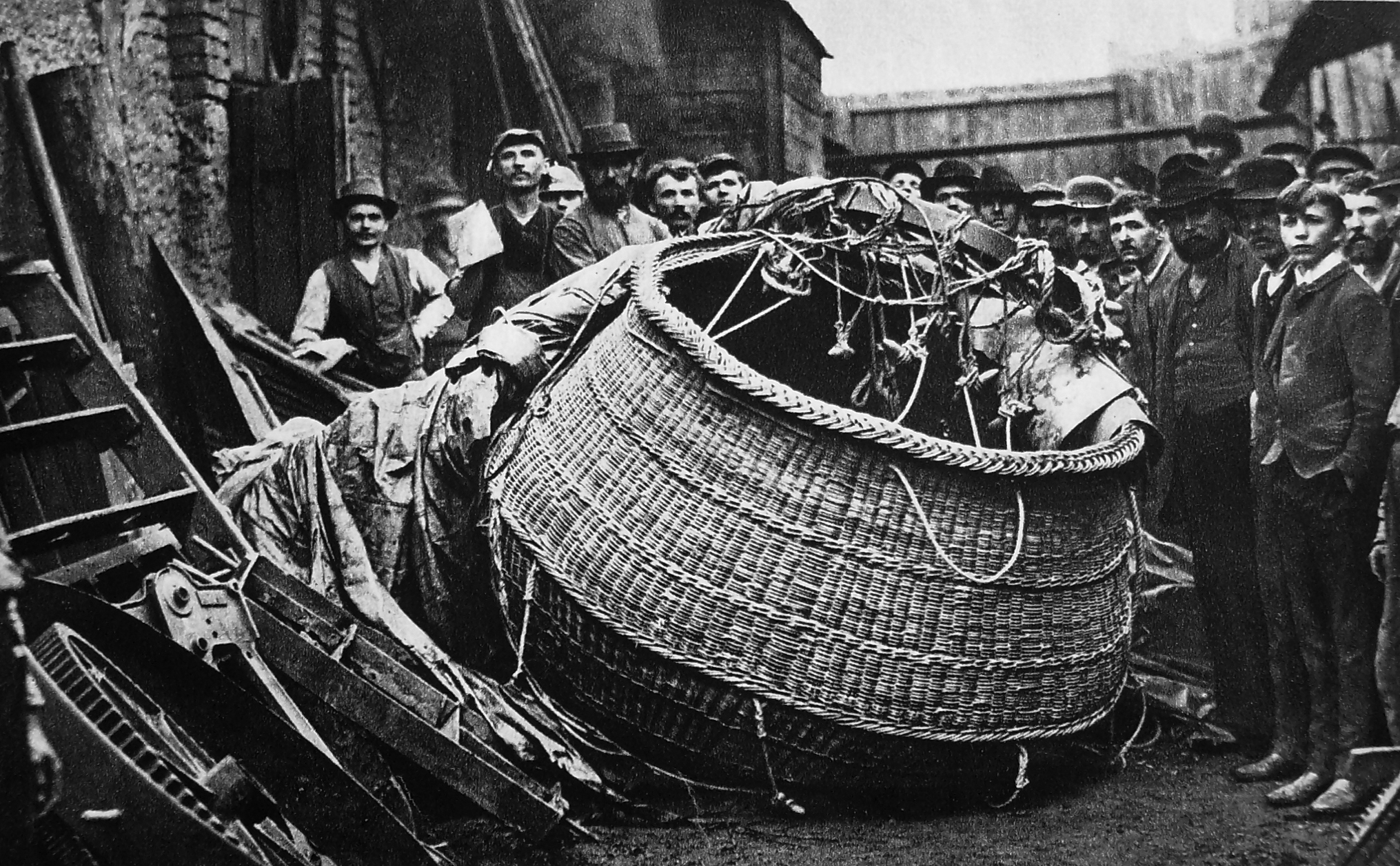
Rudolf Bruner-Dvořák: Ztroskotání balonu Kysibelka, 1891

Přestože plavba upoutaného balonu nad Jubilejní výstavou byla od počátku jednou z atrakcí výstavy, pravidelní návštěvníci výstavy, i nadšenci vzduchoplavby, volali po volném letu balonu. Pražská vzduchoplavecká škola od počátku slibovala volný let druhého balonu ve vlastnictví vzduchoplavecké školy s názvem Praha, řízeného kormidelníkem Alphonsem Bosawem. Nakonec bylo rozhodnuto uskutečnit 16. června volný let balonu Kysibelka. Přípravy a zahájení letu řídil ze země, ze svého dřevěného, vyvýšeného můstku kapitán Max Wolff. Posádku tvořili kormidelníci Eduard Brück a Alphons Bosawe a dobrovolník, poddůstojník rakousko-uherské armády Vilém Vondruška (1865–?), který několik dnů předtím vykonal svůj první let upoutaným balonem Kysibelka. Z Balonové arény, za účasti 2000 diváků, se balon vznesl a vystoupal do výše téměř dvou tisíc metrů nad zem a plul směrem na Letnou. Nedlouho po vzletu došlo k porušení plátna tlakem expandujícího nosného plynu. Stále více poškozený balon se prudce snesl do výše 800 metrů a mířil směrem na Bubny. Štěstím bylo, že se zbytky potrhaného plátna staly jakýmsi padákem a zbrzdily pád, ale také změnily směr pádu. Zbytky balonu mířily na místo do pole, do areálu Reissenzahnovy továrny v Holešovicích. Padající balon zpozoroval ředitel továrny František Přikryl a ihned organizoval činnost k zamezení možné katastrofy. Přerušil lití litiny ve výhni na dvoře továrny a nechal přistavit žebřík k budově továrny. Zbytky plátna balonu, s košem se vzduchoplavci, dopadly na komín výhně a vzňaly se. Jen díky přerušení práce ve výhni se nevzňal koš balonu a tak vzduchoplavci měli čas jej opustit. První se z koše, po přeřezání lan, dostal Vilém Vondruška. Následně pomohl a z koše vyprostil oba kormidelníky. To již na střechu továrny, po přistaveném žebříku, vylezli tovární dělníci a uhasili hořící zbytky balonu. Krátce poté do areálu továrny dorazil vrchní policejní komisař Gustav Janota-Forster, který od ředitele Františka Přikryla převzal organizaci záchranných prací. Po ošetření doktorem Hlavičkou (Vondruška byl poraněn na prstech obou rukou) se vzduchoplavci vydali pěšky do Balonové arény. Zde byli fotografováni Karlem Malochem (1858–1933), který měl na Jubilejní výstavě svůj pavilon.

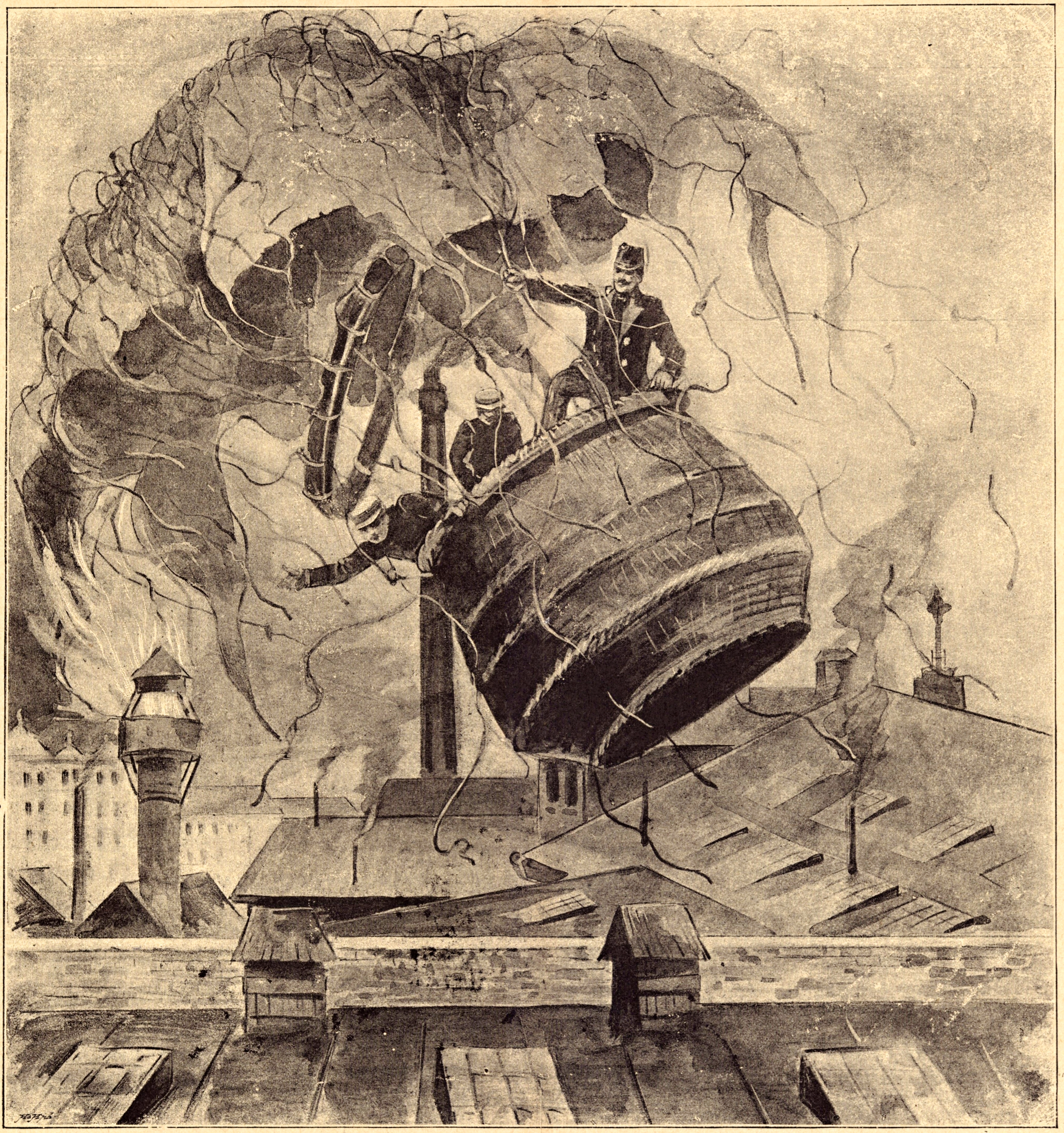
Výtvarné zobrazení havárie Kysibelky krátce po dopadu na střechu Reissenzahnovy továrny v Holešovicích

## Vyšetřování zkázy balonu a soudní proces
Bezprostředně po havárii vydal vrchní policejní komisař Gustav Janota-Forster rozkaz, aby policie v prostoru továrny hlídala zbytky balonu. Vedlo jej k tomu jednak jejich odnášení a následný prodej zájemcům o senzace, jednak zahájení vyšetřování havárie. Soudní komise se poprvé na dvoře továrny sešla den po havárii. Následné vyšetřování vyústilo v soudní proces konaný 9. července u smíchovského okresního soudu. Proces vedl soudce JUDr. Izák a veřejný žalobce Rudolf Habersberger a Max Wolff v něm byl obviněn, že zhotovením balonu z nekvalitní látky způsobil jeho havárii, přesněji podle § 432 trestního  zákona byl obviněn pro přestupek proti bezpečnosti života. M. Wolff na svou obhajobu předložil fotografie balonů, které jak říkal, po patnáct let své profesní dráhy vzduchoplavce řídil. Z havárie balonu následně obvinil pasažéry s tím, že neodborně manipulovali s výpustným ventilem plynu, čímž expandující plyn nemohl z balonu unikat, což vedlo k přepětí a následnému prasknutí plátna. Výtku soudu, proč on sám nebyl jedním z pasažérů, čímž by mohl havárii předejít, a namísto něho plavbu balonu řídili méně zkušení vzduchoplavci, vyvracel tvrzením, že bylo nezbytné, aby řídil start balonu ze země. Soud následně jako svědka předvolal S. Hoffmanna, který potvrdil, že látku na balon vybíral a kupoval sám Wolff, stejně tak i další potřebné vybavení a zařízení Balonové arény. Hoffmann také soudu předložil vyčíslení jeho finančních ztrát (několik tisíc zl.) důsledkem havárie balonu, avšak obratem soud ujistil, že ztráty nebude po A. Wollffovi soudně vymáhat. Dalšími, soudem předvolanými svědky byl ředitel a dva dělníci holešovické Reissenzahnovy továrny. Ti popsali události předcházející havárii i ji samotnou a potvrdili, že ke katastrofě v podobě úmrtí, uhoření posádky balonu a požáru továrny mnoho nescházelo. Průběh osudné vzduchoplavby ve své výpovědi popsal i Vilém Vondruška a téměř shodně zazněla při čtení protokolů z výslechu kormidelníků E. Brücka a A. Bosaweho. Ti se soudního přelíčení neúčastnili. Krátce před ním odcestovali z Prahy do Kolína nad Rýnem. Před soud předstoupili i první ze soudem stanovených soudních znalců, profesor Císařské a královské české vysoké školy technické v Praze Karel Václav Zenger (1830–1908). Ten ve svém posudku označil za viníka havárie Kysibelky A. Wolffa: 1) zhotovil balon ze špatné, levné látky 2) balon vyrobil nevzhledný, neforemný,  což vedlo nerovnoměrnému rozpínání plynu 3) dovolil vzlet balonu s nezkušenou osádkou, na místo toho, aby let řídil sám, nebo určil zkušeného kormidelníka. Druhý ze soudních znalců, Antonín Vávra (1848–1928), taktéž profesor pražské techniky, svůj posudek zaměřil na kvalitu látky, ze které byl balon vytvořen. Její útržky podrobil 68 testům. Výsledkem byl posudek konstatující: bylo užito nekvalitní, laciné bavlněné látky, obyčejného kalika, lehce trhatelného v každém směru, zcela nevhodného pro výrobu balonu. Zkáza balonu byla dána předem po překonání výšky 400 metrů a nepředešla by ji ani A. Wolffem zmiňovaná správná funkce výpustných ventilů, ani naplnění balonu plynem jen do dvou třetin. Posledním, kdo byl soudcem vyzván, aby promluvil, byl obžalovaný A. Wolff. Ve své obhajobě se snažil celou událost zlehčovat. Obviňoval tschechische Journalistik z podjatosti a neuznání jeho vzduchoplaveckých kvalit a znalostí a apeloval na soudce, aby přísným rozsudkem neničil jeho větroplaveckou kariéru. Soud trvající od devíti hodin dopoledne do dvou odpoledne ukončil soudce Izák vynesením rozsudku, odsuzujícího Maxmiliána Wolffa dle § 332 trestního zákona na osm dní do jednoduchého vězení a k náhradě nákladů soudního řízení. Rozsudek byl odůvodněn takto: Max Wolff, bývalý kapitán pražské vzduchoplavecké školy je vinen přestupkem proti bezpečnosti tělesné, ježto vypustil 16. června letošního roku z Balonové arény v zemské výstavě jubilejní volný balon, zrobený ze špatné látky, bez řádných ventilů, a bez průvodu zkušeného odborníka, se třemi osobami, ač mu dle jeho povolání musilo býti známo, že takových okolností mohou pasažéři přijíti v nebezpečí zdraví svého i svých životů. Max Wolff po vyslechnutí rozsudku kvapně opustil soudní síň s tím, že podal odvolání apelačnímu soudu C. k. zemského trestního soudu v Praze. Odvolací soud se měl konat téměř po roce (12. května 1892), v době kdy M. Wolff už dlouho nepobýval v Praze. Tato skutečnost vedla k zastavení odvolacího soudního jednání a původní rozsudek z června roku 1891 tak nabyl právní moci. M. Wolff však nikdy nenastoupil trest osmi dnů vězení a neuhradil náklady soudního přelíčení, proto soudní proces nebyl nikdy ukončen a byl veden jako nevyřízený. Nevyřízená zůstala i žádost S. Hoffmanna o úhradu pojištění balonu. Přestože jej Pražská vzduchoplavecká škola pojistila hned u sedmi pojišťoven, ani jedna smluvenou částku nevyplatila s odůvodněním: katastrofa stala se při letu, ale pojistka platila pouze pro případ, kdyby balon poškozen nebo zničen byl nějakou nehodou uvnitř ohrady.

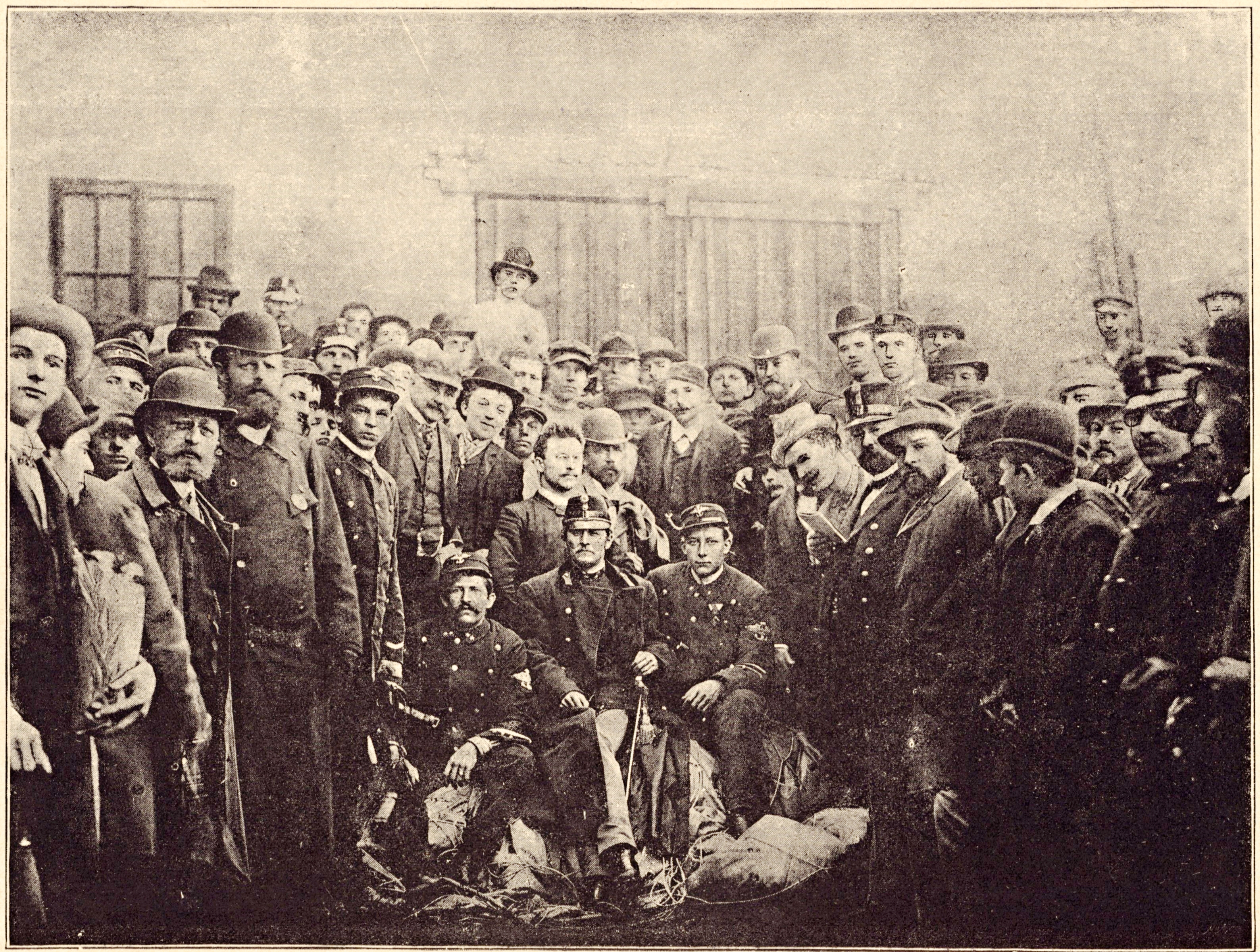
Vzduchoplavci po svém pěším návratu do Balonové arény. Uprostřed Vilém Vondruška, po jeho bocích kormidelníci Eduard Brück a Alphons Bosawe

## Balonová aréna Jubilejní výstavy po havárii Kysibelky
Po 16. červnu Balonová aréna přišla na čas o svou největší atrakci – vzlety balonu. Na místo toho se zde konaly jiné akce, například ukázky drezury exotických zvířat. S. Hoffmann a A. Wolff se však svého projektu nechtěli vzdát a zamýšleli obnovit lety druhým balonem v jejich vlastnictví, balonem Praha. Jelikož byl stejné konstrukce jako Kysibelka, jejíž katastrofa byla připisována (před soudním líčením) prodyšnému plátnu, z něhož byly oba balony vyrobeny a jímž z balonu unikal plyn, nechal S. Hoffmann 30. června balon Praha opakovaně natřít pokostem (fermeží). Natřenou, ještě nezaschlou látku nechal sbalit a uložit do koše balonu, což málem vedlo k další katastrofě, požáru Balonové arény. V koši došlo k samovznícení složené látky a jejímu zahoření. Štěstím bylo, že v té chvíli do Balonové arény přišel Max Wolff, všiml si ohně a rychle informoval výstavní policejní komisařství, odkud byli povoláni hasiči.  Část z nich hořící látku vyndávala z koše, rozprostřela po podlaze hangáru a prolívala vodou. Zbytek hasičů připravoval záchranné práce pro případ, že by se oheň nepodařilo zkrotit a přeskočil by na okolní stavby. Naštěstí se, za cenu zničení balonu, podařilo oheň uhasit.
Ani zkáza dalšího z balonů neodradila S. Hoffmanna a A. Wolffa od jejich záměru. 1. července se M. Wolff vydal na cestu, na níž chtěl pro Balonovou arénu získat další balon. Nejprve zamířil do Frankfurtu nad Mohanem se záměrem od tam působícího vzduchoplavce Hermanna Lattermanna (1852–1894) zapůjčit, nebo koupit balon. Pokud by neuspěl, zamýšlel Wolff odcestovat do Kolína nad Rýnem. Zde od svých příznivců, majitelů továrny na čokoládu Stollwerck, získat finanční prostředky na nákup balonu od některého z výrobců v Paříži. Veškeré Hoffmannovy a Wolfovy záměry zhatil soudní proces, po kterém M. Wolff odcestoval z Čech a S. Hoffmann Balonovou arénu v prvních dnes srpna předal výkonnému výboru Jubilejní výstavy, aby zde francouzští vzduchoplavci Eduard Surcouf (1862–1938), Louis Godard úspěšně předváděli lety balony a jejich krajan Eugéne Taupin seskoky padákem z upoutaného balonu.

## Verše inspirované havárií Kysibelky
Krátce po havárii Kysibelky se po Praze zpívalo několik posměšných popěvků a anonymně se zrodily i básně o několika slokách zesměšňující vzduchoplaveckého kapitána Maxe Wolffa a jeho balon.
Jeden z krátkých popěvků:
| „ | Ve Stromovce na agátu visí captif na špagátu, nejde to, nejde to, pane Wolffe, nechme to! | “ |

## Kapitán pražské vzduchoplavecké školy Max Wolff
Narodil se v roce 1854 ve Štětíně. Vyučil knihařem, ale záhy propadl zájmu o vzduchoplavbu. Prvně o sobě dal vědět projektem grandiózního záměru překonat v balonu Atlantský oceán. Projekt představil v únoru roku 1888 v Berlíně. Wolffovým záměrem bylo v balonu vystoupat do dostatečné výše. Zde s balonem setrvat v nehybné poloze takovou dobu, kdy se zeměkoule dostatečně otočí kolem své osy a až pod balonem bude americký kontinent, přistát. Pro projekt získal několik mecenášů, přesto k jeho uskutečnění nepřistoupil. Na své nedlouhé působení na Jubilejní výstavě chtěl M. Wolff navázat o dva roky později v Chicagu. Přípravnému výboru tam konané Světové výstavy předložil v únoru 1892 žádost o zřízení Balonové arény, přičemž se prezentoval jako první větroplavec říše německé a císařství rakouského. Když v Chicagu neuspěl, vrátil se do Evropy a dubnu 1892 na okraji Varšavy konal lety upoutaným balonem do výše 300 stop. V dobovém varšavském tisku se prezentoval jako větroplavec z české zemské jubilejní výstavy.

## Balon Kysibelka ve sbírceNárodního technického muzea v Praze
Po roce 1918 se o katastrofu balonu Kysibelka zajímal JUDr. Rudolf Rumples (1880–1941), sportovní pilot balonu, průkopník tohoto druhu létání u nás v meziválečném období a kustod části sbírek Národního technického muzea v Praze. Podařilo se mu zjistit, že díky neuzavření soudního procesu s M. Wolffem byly části balonu stále uloženy, coby předměty doličné, v budově smíchovského soudu. Ty se mu, spolu se soudními spisy, podařilo získat a předat do sbírek pražského Národního technického muzea.